# World's End Harem: Fantasy
World's End Harem: Fantasy (終末のハーレム ファンタジア, Shūmatsu no hāremu fantajia) est un seinen manga scénarisé par LINK et illustrée par SAVAN, prépublié dans le magazine Ultra Jump le 19 avril 2018 et publié par l'éditeur Shūeisha en volumes reliés depuis novembre 2018. La version française est éditée par Delcourt dans la collection Delcourt/Tonkam depuis février 2020.
Il s'agit d'une série parallèle au manga World's End Harem scénarisé par LINK et dessiné par Kotaro Shōno, prépublié dans le magazine en ligne Shōnen Jump+ depuis mai 2016.
Une série dérivée intitulée World's End Harem: Fantasia Academy (終末のハーレム ファンタジア学園, Shūmatsu no Hāremu Fantajia Gakuen), scénarisée par LINK et dessinée par Okada Andō, a été publié sur l'Ultra Jump du mai 2020 au juillet 2022.

## Synopsis
Arc est le jeune prince et le futur héritier du comté de Nargala. Il étudie la voie de la plume et l'épée sous la tutelle de la chevalière Céline. Un jour, il est séparé de sa cousine et amour d'enfance, Aurélia Istissia, après qu'elle a été vendue par son grand-père, le duc Arguès Istissia, comme épouse du prince Doutias, le prince héritier du tyrannique empire de Madiris qui tend a s'étendre par la force et a tyranniser les autres royaumes du continent de Medius. Le territoire où vit Arc se trouve à l'extrémité orientale du continent, à l'est de l'Empire de Madiris, au sud du petit royaume d'Ezantine et au nord de l'Alliance des villes libres. Le pays est un marquisat né d'un ancien royaume s'étant effondré, subdivisés entre les territoires de la famille régnante, les Istissia qui ont pour blason le crocodile à l'extrémité orientale, au nord les Anshou dont le blason est un serpent, au sud les Garsul dont le blason est une tortue, et à l'ouest la famille Nargala dont le blason est un lézard. Les quatre familles ont des liens de parentés, les trois comtés, Anshou, Garsul et Nargala étant dirigés par une branche cadette de la famille Istissia.
Déterminé à récupérer Aurélia, Arc rencontre une mystérieuse elfe noire du nom de Lattyfollyazard avec qui il pactise. Après un rituel étrange, cette dernière lui explique qu'il peut désormais corrompre toutes les femmes du monde en les transformant en « êtres de luxure ». 
Avec à son nouveau pouvoir, Arc part en voyage avec Lattyfollyazard afin de réparer les torts du monde tout en apprenant à maitriser son pouvoir.

## Manga
World's End Harem: Fantasy (終末のハーレム ファンタジア, Shūmatsu no Hāremu Fantajia), scénarisée par LINK et illustrée par SAVAN, est une série parallèle à World's End Harem. Elle débute sa prépublication dans l'Ultra Jump le 19 avril 2018 et est également publié sur le magazine numérique Shōnen Jump+ et l'application Young Jump! . Le manga est publié en tankōbon par Shūeisha avec un premier volume sorti le 2 novembre 2018.
La version française est éditée par Delcourt dans la collection Delcourt/Tonkam avec un premier volume sorti le 5 février 2020. Seven Seas Entertainment publie la série en langue anglaise sous le titre World's End Harem: Fantasia avec un premier tome sorti le 24 septembre 2019.
Une série dérivée intitulée World's End Harem: Fantasia Academy (終末のハーレム ファンタジア学園, Shūmatsu no Hāremu Fantajia Gakuen), scénarisée par LINK et dessinée par Okada Andō, mettant en scène les personnages dans une école de l'époque moderne, commence sa prépublication dans l'Ultra Jump le 19 mai 2020. La sérialisation s'est terminée le 17 juillet 2022. Le premier volume relié sort le 4 janvier 2021,.

### Liste des volumes

#### World's End Harem: Fantasy
| no | Japonais         | Japonais          | Français          | Français          |
| no | Date de sortie   | ISBN              | Date de sortie    | ISBN              |
| --- | ---------------- | ----------------- | ----------------- | ----------------- |
| 1 | 2 novembre 2018  | 978-4-08-891129-8 | 5 février 2020    | 978-2-413-02628-0 |
| Liste des chapitres : - Chapitre 0 : Prologue (プロローグ, Purorōgu) - Chapitre 1 : Prélude (序曲, Jiyokyoku) - Chapitre 2 : Sorcière (魔導師, Ma-dōshi) - Chapitre 3 : Les trois enseignements (三つの約束, Mittsu no Yakusoku) - Chapitre 4 : Naissance (誕生, Tanjō)                                                                                                 |                  |                   |                   |                   |
| 2 | 4 mars 2019      | 978-4-08-891247-9 | 24 juin 2020      | 978-2-413-02629-7 |
| Liste des chapitres : - Chapitre 5 : Le déclencheur (火種, Hidane) - Chapitre 6 : Efficacité (効カ, Kōka) - Chapitre 7 : Alliées (味方, Mikata) - Chapitre 8 : Le stratagème (策略の城, Sakuryaku no shiro) - Chapitre 9 : Déchaînement (暴走, Bōsō) |                  |                   |                   |                   |
| 3 | 2 août 2019      | 978-4-08-891353-7 | 9 septembre 2020  | 978-2-413-02630-3 |
| Liste des chapitres : - Chapitre 10 : Les principes régissant son pouvoir (カの理, Ka no kotowari) - Chapitre 11 : Découverte de ses attributs (属性判定, Zokusei hantei) - Chapitre 12 : En route pour le nord (北へ, Kita e) - Chapitre 13 : Un enfer immaculé (白き地獄, Shiroki jigoku)                                                                             |                  |                   |                   |                   |
| 4 | 4 janvier 2020   | 978-4-08-891470-1 | 2 décembre 2020   | 978-2-413-03796-5 |
| Liste des chapitres : - Chapitre 14 : Exploration du donjon (ダンジョン探索, Danjon tansaku) - Chapitre 15 : Deux combats acharnés (激闘、ふたつ, Gekitō, futatsu) - Chapitre 16 : Cassia Sang-de-Neige (雪血のキャシア, Yuki chi no kyashia) - Chapitre 17 : Assaut du démon des neiges (襲来、氷雪の魔人, Shūrai, hyōsetsu no majin) - Chapitre BONUS                 |                  |                   |                   |                   |
| 5 | 4 août 2020      | 978-4-08-891652-1 | 17 mars 2021      | 978-2-413-04121-4 |
| Liste des chapitres : - Chapitre 18 : La muraille magique (魔法壁, Mahō kabe) - Chapitre 19 : Anomalie (異変, Ihen) - Chapitre 20 : Les souvenirs de Tia (ティアの記憶, Tia no kioku) - Chapitre 21 : Retour (帰還, Kikan) |                  |                   |                   |                   |
| 6 | 4 janvier 2021   | 978-4-08-891762-7 | 4 mai 2022        | 978-2-413-04264-8 |
| Liste des chapitres : - Chapitre 22 : Une requérante singulière (奇妙な陳情者, Kimyōna chinjō-sha) - Chapitre 23 : Une connexion étonnante (意外な繋がり, Igaina tsunagari) - Chapitre 24 : Hausse de l'énergie magique (魔力の向上, Maryoku no kōjō) - Chapitre 25 : Coopération (力合わせて, Chikara awasete) - Chapitre 26 : Longévité (命の長さ, Inochi no naga-sa) |                  |                   |                   |                   |
| 7 | 4 juin 2021      | 978-4-08-891873-0 | 19 octobre 2022   | 978-2-413-04612-7 |
| Liste des chapitres : - Chapitre 27 : 別れ、そして (Wakare, soshite) - Chapitre 28 : 大陸地図 (Tairiku chizu) - Chapitre 29 : 堅神式 (Katakami-shiki) - Chapitre 30 : 二つの呪術 (Futatsu no jujutsu) |                  |                   |                   |                   |
| 8 | 4 octobre 2021   | 978-4-08-892110-5 | 10 mai 2023       | 978-2-413-04613-4 |
| Liste des chapitres : - Chapitre 31 : 呪いの果て (Noroi no hate) - Chapitre 32 : 挙兵 (Kyohei) - Chapitre 33 : 計略の貴族たち (Keiryaku no kizoku-tachi) - Chapitre 34 : 窮地 (Kyūchi) |                  |                   |                   |                   |
| 9 | 4 janvier 2022   | 978-4-08-892159-4 | 27 septembre 2023 | 978-2-413-07643-8 |
| Liste des chapitres : - Chapitre 35 : 雨と涙 (Ame to namida) - Chapitre 36 : バケット峡谷の戦い (Baketto kyōkoku no tatakai) - Chapitre 37 : 地を這う者たち (Chi o hau monotachi) - Chapitre 38 : 大陸震撼 (Tairiku shinkan) |                  |                   |                   |                   |
| 10 | 2 mai 2022       | 978-4-08-892304-8 | 2 mai 2024        | 978-2-413-07644-5 |
| Liste des chapitres : - Chapitre 39 : 魔導士見習いレッタ (Madōshi minarai Retta) - Chapitre 40 : 黄金の目 (Ōgon no me) - Chapitre 41 : 眼の力 (Me no chikara) - Chapitre 42 : 白モグラ (Shiro mogura) |                  |                   |                   |                   |
| 11 | 2 septembre 2022 | 978-4-08-892459-5 | 9 octobre 2024    | 978-2-413-07988-0 |
| Liste des chapitres : - Chapitre 43 : 船出 (Funade) - Chapitre 44 : 血族 (Ketsuzoku) - Chapitre 45 : 幹部 (Kanbu) - Chapitre 46 : 駒 (Koma) - Chapitre 47 : 帝国四将軍 (Teikoku yon shōgun) - Chapitre 48 : 奪還 (Dakkan) - Chapitre 49 : 聖なる統合 (Seinaru tōgō) - Chapitre BONUS : 大浴場での秘め事 (Dai yokujō de no himegoto)                                     |                  |                   |                   |                   |
| 12 | 2 décembre 2022  | 978-4-08-892588-2 | 21 mai 2025       | 978-2-41-308043-5 |
| Liste des chapitres : - Chapitre 50 : 闘技大会 (Tōgi taikai) - Chapitre 51 : 女たちの激闘 (Onna-tachi no gekitō) - Chapitre 52 : 優勝者 (Yūshō-sha) - Chapitre 53 : 蜥蜴と鰐 (Tokage to wani) - Chapitre 54 : 戴冠式 (Taikanshiki) - Chapitre 55 : 襲撃 (Shūgeki) - Chapitre 56 : 因縁 (In'nen)                                                                         |                  |                   |                   |                   |
| 13 | 4 avril 2023     | 978-4-08-892733-6 |                   |                   |
| Liste des chapitres : - Chapitre 57 : ふたつの力 (Futatsu no chikara) - Chapitre 58 : 鍍金の男 (Mekki no otoko) - Chapitre 59 : 皇太子と皇帝 (Kōtaishi to kōtei) - Chapitre 60 : 開戦 (Kaisen) - Chapitre 61 : 西方の槍 (Seihō no yari) - Chapitre 62 : ロングオーク平原 (Ronguōku heigen) - Chapitre 63 : 殺戮 (Satsuriku)                                             |                  |                   |                   |                   |
| 14 | 4 août 2023      | 978-4-08-892884-5 |                   |                   |
| Liste des chapitres : - Chapitre 64 : 墓標 (Bohyō) - Chapitre 65 : 帝都 (Teito) - Chapitre 66 : アルクの企て (Aruku no kuwadate) - Chapitre 67 : 大陸の未来 (Tairiku no mirai) - Chapitre 68 : 激情 (Gekijō) - Chapitre 69 : 女狩り (On'na kari) - Chapitre 70 : 双蛇の儀 (Sōja no gi) - Chapitre 71 : 傷 (Kizu) - Chapitre 72 : 潜入 (Sen'nyū)                         |                  |                   |                   |                   |
| 15 | 4 décembre 2023  | 978-4-08-893149-4 |                   |                   |
| Liste des chapitres : - Chapitre 73 : 魔力試験 (Maryoku shiken) - Chapitre 74 : 都の娼婦 (Miyako no shōfu) - Chapitre 75 : 夜の花 (Yoru no hana) - Chapitre 76 : 式典前夜 (Shikiten zen'ya) - Chapitre 77 : 運命の日 (Unmei no hi) - Chapitre 78 : 侵入 (Shin'nyū) - Chapitre 79 : ネズミ (Nezumi) - Chapitre 80 : 処刑 (Shokei) - Chapitre 81 : 反逆 (Hangyaku)        |                  |                   |                   |                   |

#### World's End Harem: Fantasia Academy
| no | Japonais       | Japonais          |
| no | Date de sortie | ISBN              |
| -- | -------------- | ----------------- |
| 1  | 4 janvier 2021 | 978-4-08-891763-4 |
| 2  | 4 octobre 2021 | 978-4-08-892111-2 |
| 3  | 4 août 2022    | 978-4-08-892406-9 |

### Œuvres
Édition japonaise
World's End Harem : Fantasy
1. 1 2  Tome 1
2. 1 2  Tome 2
3. 1 2  Tome 3
4. 1 2  Tome 4
5. 1 2  Tome 5
6. 1 2  Tome 6
7. 1 2  Tome 7
8. 1 2  Tome 8
9. 1 2  Tome 9
10. 1 2  Tome 10
11. 1 2  Tome 11
12. 1 2  Tome 12
13. 1 2  Tome 13
14. 1 2  Tome 14
15. 1 2  Tome 15

World's End Harem: Fantasia Academy
1. 1 2  Tome 1
2. 1 2  Tome 2
3. 1 2  Tome 3

Édition française
1. 1 2  Tome 1
2. 1 2  Tome 2
3. 1 2  Tome 3
4. 1 2  Tome 4
5. 1 2  Tome 5
6. 1 2  Tome 6
7. 1 2  Tome 7
8. 1 2  Tome 8
9. 1 2  Tome 9
10. 1 2  Tome 10
11. 1 2  Tome 11
12. 1 2  Tome 12